# Kristof Spaey
Kristof Spaey, né le 26 novembre 1982 à Louvain (province du Brabant flamand), est un auteur de bande dessinée belge néerlandophone. Il fait partie de la nouvelle vague des romanciers graphiques flamands apparue au début des années 2000.

## Biographie
Kristof Spaey naît le 26 novembre 1982 à Louvain. Il grandit dans la même ville et il étudie l'animation et la bande dessinée à l'Institut Saint-Luc de Bruxelles (section néerlandophone). Il fait ses débuts en 2004 avec Hoop publié par BeeDee, une bande dessinée sur une strip-teaseuse incertaine et son amour sans réponse pour une charmante portraitiste, réalisée en coopération avec l'écrivain allemand David Safier. Son livre suivant s'intitule Façade, un recueil de deux courts récits publié par Oogachtend deux ans plus tard. Il contribue à des courts récits pour BruXXXel Noord, une publication de la section bande dessinée Saint-Luc à Bruxelles, Pulp De Luxe Offline aux éditions BeeDee et Bloeddorst [« Soif de sang »] chez le même éditeur.
Comme dessinateur, il est invité à réaliser la couverture pour Usagi Yojimbo de Stan Sakai (Enigma) et The Unknown [« L'Inconnu »] de le scénariste américain Mark Waid et le dessinateur hollandais Minck Oosterveer (Boom! Studios).
En 2007, ensemble avec Mario Boon et d'autres ils remportent le Clickburg Webcomic Award, ou Clickie dans la catégorie Group Clickie, pour Pulp deLuxe. La même année, il partage avec le scénariste Steven Dupré le grand prix d'histoire courte décerné par les lecteurs du site Pulp deLuxe — qui se dénomme l'année suivante le Plastieken Plunk — pour le meilleur court récit de bande dessinée,.
En 2009, il fait partie des auteurs représentatifs de la nouvelle bande dessinée flamande qui est invitée d'honneur au Festival international de la bande dessinée d'Angoulême en 2009.
Il s'associe à Marc Legendre pour la trilogie Misschien Nooit Ooit, un thriller psychologique dans lequel chaque opus raconte la même histoire mais racontée du point de vue d'un personnage différent. Les deux premiers volets sont publiés en un seul album par Oogachtend en 2009, et la trilogie complète est publiée en trois tomes par Stripgilde [« La Gilde de bande dessinée »] en 2011. Elle est traduite en français et publiée aux éditions BD Must en 2015.

### Vie privée
Il vit à Kessel-Lo avec son épouse Hilde.

## Œuvres

### Albums de bande dessinée

#### Et Si... / Jamais... / Un Jour...
- 1. Et Si..., BD Must, Bruxelles, 20 mars 2015
Scénario : Marc Legendre - Dessin : Kristof Spaey - Couleurs : Michael Birkhofer -  (ISBN 978-2-87535-246-0)
- 2. Jamais..., BD Must, Bruxelles, 20 mars 2015
Scénario : Marc Legendre - Dessin : Kristof Spaey - Couleurs : Michael Birkhofer -  (ISBN 978-2-87535-247-7)
- 3. Un Jour..., BD Must, Bruxelles, 20 mars 2015
Scénario : Marc Legendre - Dessin : Kristof Spaey - Couleurs : Michael Birkhofer -  (ISBN 978-2-87535-248-4)
- Et Si... / Jamais... / Un Jour... PACK[4], BD Must, Bruxelles, 20 mars 2015
Scénario : Marc Legendre - Dessin : Kristof Spaey - Couleurs : Michael Birkhofer -  (ISBN 978-2-87535-245-3)

### Catalogues d'exposition
- Ceci n'est pas la BD Flamande[6] - La Flandre invitée d'honneur au Festival international de la bande dessinée d'Angoulême, Fonds flamand des lettres, Berchem, 2009
Scénario : Benoît Mouchart, Gert Meesters - Dessin : collectif - Couleurs : quadrichromie,Artistes : Serge Baeken, Randall Casaer, Constantijn Van Cauwenberge, Luc Cromheecke, Reinhart Croon, Steven Dhondt, Kim Duchateau, Brecht Evens, Stijn Gisquière, Inge Heremans, Jeroen Janssen, Philip Paquet, Gerolf Van de Perre, Pieter De Poortere, Olivier Schrauwen, Kristof Spaey, Simon Spruyt, Judith Vanistendael, Marnix Verduyn, Maarten Vande Wiele. (OCLC 901248335)

### Expositions

#### Expositions collectives
- Ceci n'est pas la BD flamande[3], Festival d'Angoulême 2009.
- Ceci n'est pas la BD flamande[7], Louvain du 13 février au 15 avril 2009.

## Prix et récompenses
- 2007 :  prix Plastieken Plunk (nl) pour Back to reality [« Retour à la réalité »] partagé avec Steven Dupré[1].